# Samuel Vestey, 3. Baron Vestey

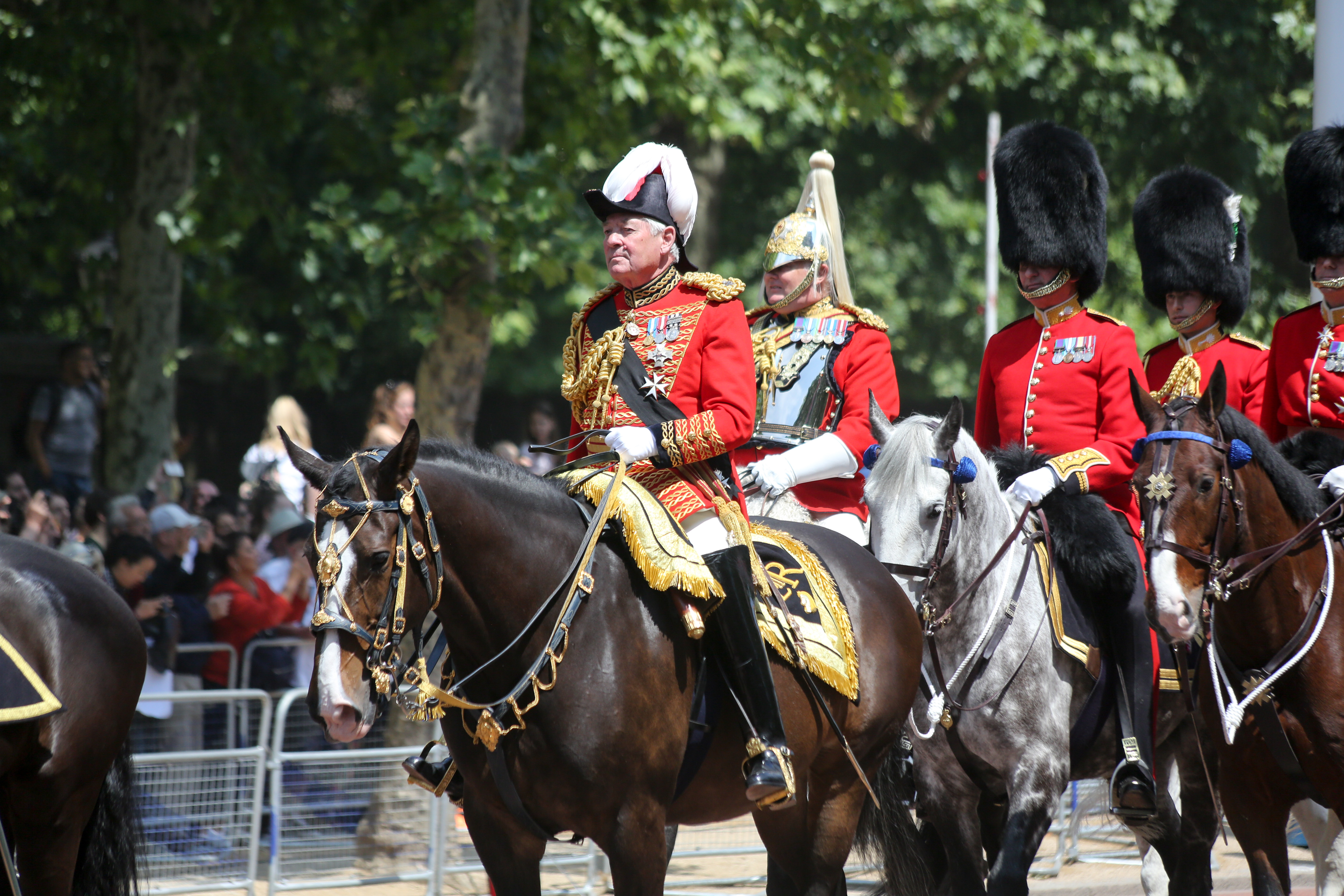
Lord Vestey als Master of the Horse beim Trooping the Colour 2018

Samuel George Armstrong Vestey, 3. Baron Vestey, GCVO, GCStJ (* 19. März 1941; † 4. Februar 2021) war ein britischer Adliger, Unternehmer und Hofbeamter.

## Leben
Vestey war der älteste Sohn von Hon. William Howarth Vestey und dessen Gattin Helen Armstrong. Sein Großvater väterlicherseits war Samuel Vestey, 2. Baron Vestey. Da sein Vater im Zweiten Weltkrieg 1944 in Italien gefallen war, erbte er beim Tod seines Großvaters 1954 dessen Adelstitel Baron Vestey. Seine Urgroßmutter mütterlicherseits war die weltweit gefeierte Opernsängerin Nellie Melba. Er besuchte das Eton College und diente anschließend als Lieutenant bei den Scots Guards.
Nachdem er volljährig wurde, nahm er den mit seinem Adelstitel verbundenen Sitz im House of Lords ein. Er verlor seinen Parlamentssitz 1999 durch den House of Lords Act.
Nach Ausscheiden aus der Armee trat er in die familieneigene Vestey Group ein, deren Chairman er von 1995 bis zu seinem Tode war. Das Unternehmen ist im Wesentlichen in der Lebensmittelbranche und insbesondere im internationalen Rindfleischhandel tätig.
Bis 1998 war die Vestey-Gruppe über die Blue Star Line in der Schifffahrt engagiert. Der Containerdienst der traditionsreichen Blue Star Line wurde an P&O verkauft, die später mit Maersk fusionierte. Der Gruppe gehören auch große Rinderfarmen in Australien und Südamerika. Mit einem Vermögen von 850 Millionen £ wurde Vestey auf Platz 78 der Sunday Times Rich List 2007 geführt, in der die wohlhabendsten Menschen im Vereinigten Königreich aufgelistet sind.
1988 bis 1991 war er Kanzler des britischen Order of Saint John. Im Anschluss daran hatte er bis 2002 das Amt des Lord Priors inne, das zweithöchste Amt im Orden nach dem Großprior. Von 1999 bis 2018 war Vestey außerdem Master of the Horse am Britischen Hof. Dabei handelt es sich heute um ein Amt mit im Wesentlichen zeremoniellen Aufgaben; der Master of the Horse ist formell für die Royal Mews und alle Zeremonien zuständig, bei denen Pferde eine Rolle spielen. Hierzu gehört insbesondere Trooping the Colour, an dem der Master of the Horse stets zu Pferde teilnimmt. Von 2019 bis zu seinem Tode war er Permanent Lord-in-Waiting am Hof.
Vestey wohnte auf dem Stammsitz der Familie, Stowell Park Estate, in den Cotswolds, Gloucestershire, zu dem Ländereien von 24 km² gehören. Er war zweimal verheiratet. Mit seiner ersten Frau hatte er zwei Töchter, mit seiner zweiten Frau zwei Söhne und eine Tochter. Seine zweite Frau Celia (1949–2020) war eine der Patinnen von Harry, Duke of Sussex.